# Đồng Hới
Đồng Hới es la capital de la provincia Quảng Bình, en la zona central de Vietnam. Abarca una superficie de unos 155 km²; y su población es de 130.000 habitantes (2005). Sus coordenadas son 17°28′60″N, 106°35′60″E, a unos 500 kilómetros al sur de Hanói, 260 kilómetros al norte de Da Nang y 1,200 kilómetros al norte de ciudad Ho Chi Minh. Limita con Laos por el Oeste, el Mar de China del Sur en el este, la provincia de Ha Tinh en el norte y con el condado de Quang Ninh en el sur.

## Historia

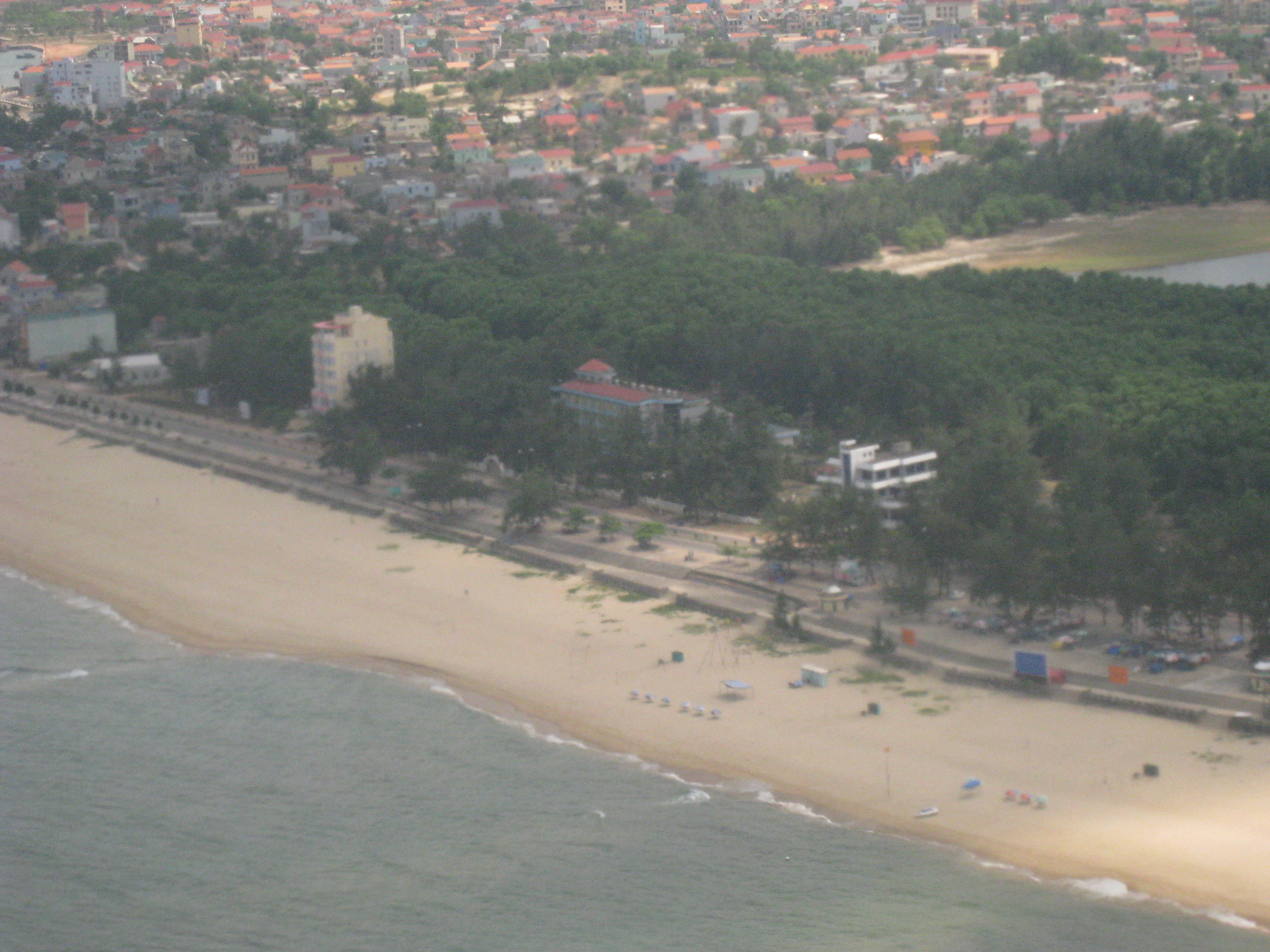
Dong Hoi

Existen evidencias de actividad humana en la zona de Dong Hoi desde hace 5000 años atrás. Arqueólogos vietnamitas y franceses han encontrado numerosos restos arqueológicos en Bau Tro, un lago en la ciudad. La mayoría de los hallazgos pertenecen a la Edad de Piedra. Hacia el 2880 a. C., el sitio actualmente ocupado por Dong Hoi era territorio de la tribu Viet Thuong de Văn Lang (Vietnam) durante el reinado del rey Hùng Vương. 
El sitio actual de Dong Hoi fue un territorio sumamente disputado entre el reino Champa y Dai Viet. El territorio paso oficialmente a formar parte de Dai Viet en 1306 mediante el matrimonio político de la princesa de la dinastía de Huyen Tran con el rey Champa Jaya Sinhavarman III. Este tipo de matrimonios para extender el territorio eran una práctica tradicional de los reyes Champa. Gracias a esta boda, Dai Viet adquirió las tierras de lo que hoy son las provincias de Quảng Bình, Quang Tri y Thua Thien Hue (en aquella época estas provincias eran llamadas: Chau O, Chau Ri o Chau Ly). 
Durante la guerra Trinh-Nguyen (1558 - 1775) Vietnam se dividió en 2 estados: Dang Trong (Sur) y Dang Ngoai (Norte) con el río Gianh como la línea fronteriza. Dong Hoi era una fortaleza importante de los Nguyen- señores del Sur. La muralla Dong Hoi (vietnamita: Thành Đồng Hới) era considerada la barrera que protegía a los señores Nguyen del ataque de los señores del norte - la familia Trinh. 
Durante la guerra de Indochina (entre franceses y el Viet Minh en los años 1950), la base aérea de Dong Hoi fue usada por los franceses para atacar Viet Minh en la zona centro-norte de Vietnam y el ejército de Pathet laosiano en la zona centro-sur de Laos. Durante la guerra de Vietnam, Dong Hoi fue objeto de amplios bombardeos por los B-52 estadounidenses, a causa de su posición cerca del paralelo 17 y la Zona Desmilitarizada entre Vietnam del Norte y Vietnam del Sur.
Esta ciudad es también la zona más estrecha de Vietnam (alrededor de 40 kilómetros de este a oeste). Después de la caída de Saigón el 30 de abril de 1975, la provincia de Quảng Bình fue fusionada en la provincia de Binh Tri Thien (Binh Tri Thien es la abreviatura de las provincias de Quảng Bình, Quang Tri, y Thien Thua). En 1990, Binh Tri Thien nuevamente fue dividida en las tres provincias originales. Dong Hoi entonces fue designada como la capital de la provincia de Quảng Bình.

## Administración
Dong Hoi está subdividida en 16 subdivisiones, 10 urbanas (phường) y 6 rurales (xã).
| N.º | Nombre        | Vietnamita           | Hab.   | Área (km²) |
| --- | ------------- | -------------------- | ------ | ---------- |
| 1.  | Bac Ly        | Phường Bắc Lý        | 13.536 | 10,19      |
| 2.  | Bac Nghia     | Phường Bắc Nghĩa     | 6.981  | 7,76       |
| 3.  | Dong My       | Phường Đồng Mỹ       | 2.653  | 0,58       |
| 4.  | Dong Phu      | Phường Đồng Phú      | 8.016  | 3,81       |
| 5.  | Dong Son      | Phường Đồng Sơn      | 8.815  | 19,65      |
| 6.  | Duc Ninh Dong | Phường Đức Ninh Đông | 4.726  | 3,13       |
| 7.  | Hai Dinh      | Phường Hải Đình      | 3.808  | 8,822      |
| 8.  | Hai Thanh     | Phường Hải Thành     | 4.774  | 2,45       |
| 9.  | Nam Ly        | Phường Nam Lý        | 11.579 | 3,9        |
| 10. | Phu Hai       | Phường Phú Hải       | 3.440  | 3,06       |
| 11. | Bao Ninh      | Xã Bảo Ninh          | 8.538  | 16,3       |
| 12. | Duc Ninh      | Xã Đức Ninh          | 7.526  | 5,21       |
| 13. | Loc Ninh      | Xã Lộc Ninh          | 8.407  | 13,4       |
| 14. | Nghia Ninh    | Xã Nghĩa Ninh        | 4.508  | 16,22      |
| 15. | Quang Phu     | Xã Quang Phú         | 3.06   | 3,3        |
| 16. | Thuan Duc     | Xã Thuận Đức         | 3.38   | 45,8       |

## Economía
La bahía de Hòn La posee una extensión de 4 km², y una profundidad de 15 m, resultando adecuada para ser convertida en un puerto marino de aguas profundas, al 2006 se estaba construyendo un puerto al norte de Dong Hoi, cuando esté concluido este puerto podrá recibir buques de hasta 50 000 toneladas métricas. También están en construcción dos parques industriales (Parque Industrial del noroeste de Đồng Hới y el parque industrial de Hòn La). La ciudad tuvo un crecimiento económico promedio del 12,5% en el período 2001-2005. La sprincipales actividades económicas durante el 2005 fueron: industria y construcción (contribuyendo con el 35,5%), servicios (contribución 50,9%), agricultura-bosques-pesca (contribución 13,6%). El PBI per cápita en el 2005 fue 750 USD.